# Clarke Chapman
Clarke Chapman è una società di ingegneria britannica con sede a Gateshead, precedentemente quotata alla borsa di Londra.

## Storia
L'azienda venne fondata da  William Clarke, nel 1864 nella città inglese di Gateshead, con lo scopo di produrre argani. Dopo quattro anni dalla fondazione, viene lanciato sul mercato il primo argano a vapore. Nel 1875, si amplia l'offerta industriale con la costruzione di caldaie multitubolari e, sette anni dopo, vengono assunte delle donne come progettiste a cui viene garantito un alloggio in una struttura costruita appositamente per loro. Nel 1884, un socio dell'azienda, Charles Algernon Parsons, brevetta la prima turbina a vapore moderna.